# Tim McCoy
Tim McCoy est un acteur américain, officier militaire, grand connaisseur de la vie et des coutumes amérindiennes, né Timothy John Fitzgerald McCoy le 10 avril 1891 à Saginaw, Michigan, et mort à Sierra Vista, Arizona, le 29 janvier 1978.

Il est également connu sous le nom de Colonel T.J. McCoy. 

## Biographie

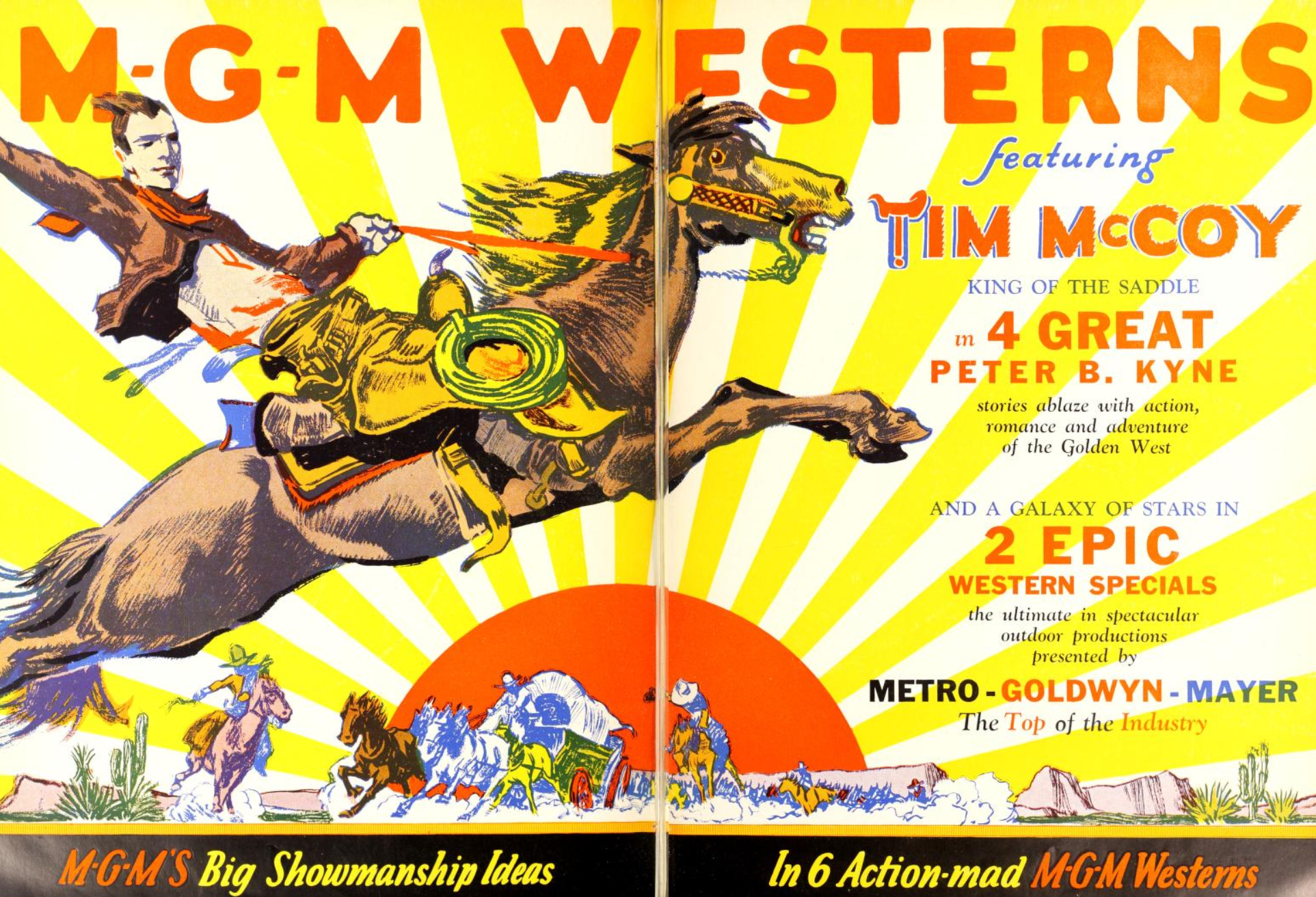
Publicité de la MGM pour les western de Tim McCoy dans Motion Picture News.

Tim McCoy nait à Saginaw, Michigan, en 1891, de parents immigrants irlandais. Il est le plus jeune de sept enfants. À 16 ans, son père s'est enrôlé dans l'armée de l'Union pendant la guerre civile mais n'a pas participé au conflit, et a été chef de la police à Saginaw pendant la jeunesse de Tim. Tim découvre la romance de l'Ouest en 1898 lorsque le Wild West Show de Buffalo Bill passe à Saginaw. Grâce à la position de son père, Tim peut rencontrer Cody, qui fait une forte impression sur le jeune garçon. Celui-ci est également influencé par l'observation des cow-boys au travail. En 1908, Tim est envoyé à St. Ignatius, une école jésuite de Chicago, pour y apprendre le latin. Il y assiste régulièrement à un spectacle du Far West. Le printemps suivant, il se dirige vers l'ouest avec une poignée d'effets personnels dans le but de devenir un cow-boy.
Dans le train pour Omaha, McCoy rencontre un marchand de chevaux de Lander qui lui suggère de chercher un emploi dans le Wyoming. Il trouve son premier emploi au Double Diamond Ranch sur la Wind River, où il travaille dans les champs de foin, puis réalise son rêve de devenir cowboy. Après plusieurs années en tant qu'employé, McCoy décide de devenir propriétaire de son propre ranch. En 1915, il achète une ferme de 640 acres sur Owl Creek, à l'ouest de Thermopolis. Le ranch, appelé Eagle’s Nest, couvrira finalement 5 000 acres.
Au début de 1917, alors que l'Europe est en proie à sa troisième année de guerre, McCoy lit une tribune de l'ancien président Teddy Roosevelt, qui demande l'envoi d'une division de soldats, ainsi que d'une force de cavalerie, pour aider les Anglais et les Français. Inspiré, McCoy écrit une lettre à Roosevelt, lui proposant de recruter 400 cavaliers du Wyoming et du Montana. Roosevelt lui ayant envoyé un télégramme de soutien, McCoy obtient le nombre d'engagements promis en deux mois. Cependant, Roosevelt ne réussit pas à convaincre l'administration Wilson.
Les États-Unis entrent dans la Première Guerre mondiale le 2 avril 1917. L'expansion de l'armée exige des officiers qualifiés pour diriger, de sorte que le département de la Guerre ouvre un certain nombre d'écoles de formation d'officiers. Cette option étant plus attrayante pour McCoy que d'être conscrit, il se rend à Cheyenne dans l'espoir de postuler à une formation. Armé d'une lettre de recommandation du gouverneur Frank Houx (en), ainsi que du télégramme de Roosevelt, et bien que la date limite de dépôt des candidatures soit passée, il finit par obtenir de pouvoir se rendre au camp d’entraînement des officiers de Fort Snelling, dans le Minnesota, puis rejoint l'armée américaine.
McCoy est nommé capitaine de cavalerie, ce qui constitue un exploit pour un jeune soldat inexpérimenté. Il est finalement affecté à Fort Riley au Kansas pour aider à former un régiment de recrues. Cependant, l'utilité décroissante de la cavalerie dans la guerre mécanisée étant enfin reconnue, un grand nombre de régiments de cavalerie sont convertis en régiments d'artillerie. En conséquence, McCoy est envoyé à l’école des officiers d’artillerie de Fort Sill, dans l’Oklahoma, où il se trouve lorsque la guerre prend fin; il a alors le grade de lieutenant-colonel.
À Fort Snelling, McCoy a épousé Agnes Miller, qu'il avait rencontrée dans un ranch près de Jackson Hole. Agnes est la fille d'un acteur de théâtre et d'une actrice ; ils auront trois enfants. Après la guerre, les McCoy s'installent au ranch de Tim à Owl Creek. Il se demande s'il doit ou non rester dans l'armée. Sa décision sera prise peu de temps après, lorsque le gouverneur Robert Carey lui offre le poste d'adjudant général du Wyoming, qu'il accepte aussitôt.
En 1922, un agent de Famous Players - Lasky, une société cinématographique qui allait devenir Paramount Pictures Corporation, rend visite à McCoy dans son bureau du Capitole pour solliciter son aide. Il est recruté pour embaucher 500 Amérindiens pour le film The Covered Wagon (La Caravane vers l'Ouest) et les amener à Hollywood. Après s'être assuré que les recrues seraient bien payées et bien traitées, McCoy accepte l'arrangement et démissionne de son poste d'adjudant général. Il est également invité à servir de conseiller technique pour le film. Lors des premières projections au Grauman's Egyptian Theatre d’Hollywood, McCoy anime une présentation du film au public, au cours de laquelle il présente certains des Amérindiens. Il est également conseiller technique pour La Ruée sauvage (The Thundering Herd) et anime une présentation de  The Iron Horse. 
En 1926, McCoy retrouve son ranch à Owl Creek et reprend son rôle d'éleveur. Cependant, au début de l'année, il a reçu un télégramme d'un représentant de Famous Players - Lasky qui lui demande de retourner à Hollywood pour bout d'essai, avec la garantie qu'il apparaîtra dans au moins un film. Ainsi commence une carrière qui comprendra plus de 90 films. McCoy joue dans la première série de films "tout parlant", The Indians are Coming (en), en 1930. Sa carrière dans le divertissement comprendra également quelques séries télévisées, des représentations de Ringling Bros. and Barnum & Bailey Circus, et de Tim McCoy's Wild West and Rough Riders of the World. Le projet Wild West, lancé pendant la Grande Dépression, est arrêté après seulement trois semaines de représentation.
McCoy mène une campagne infructueuse pour un siège au Sénat du Wyoming en 1942. Après avoir perdu aux élections primaires, il se porte volontaire pour l'armée américaine, et effectue un travail de liaison en Europe pendant la Seconde Guerre mondiale. À l'exception de quelques apparitions en caméo dans les années suivantes, McCoy ne fait plus de films après la guerre. Il retourne au Wyoming pour vendre son ranch, puis achète un domaine en Pennsylvanie appelé Dolington Manor.
Tim et Agnes McCoy divorcent en 1931. Tim rencontre Inga Arvad, lauréate d'un concours de beauté et journaliste danoise, lors d'un dîner à Hollywood en 1946. Arvad s'était fait connaître au milieu des années 1930 en interviewant Adolf Hitler. Elle était arrivée en Amérique en 1940, où elle avait trouvé un emploi de chroniqueuse mondaine à Hollywood, et de rédactrice de mode pour Harper's Bazaar. Au début des années 1940, alors qu'elle vivait sur la côte Est, elle avait eu une relation amoureuse avec le futur président John F. Kennedy.
McCoy et Arvad se marient peu de temps après leur rencontre. Ils auront deux enfants. Après avoir vécu un bref moment à Dolington Manor, les McCoy déménagent en Californie après que Tim ait été recruté pour une émission de télévision à Los Angeles. Le programme met en vedette McCoy racontant des anecdotes historiques, et des Amérindiens exécutant des danses. En 1952, il rejoint une filiale de CBS, où il remporte un Emmy Award pour ses présentations sur l'histoire de l'Ouest américain. Le programme perd son sponsor peu de temps après, obligeant McCoy à chercher un emploi ailleurs. Il joue avec quelques cirques pendant plusieurs années.
En 1962, les McCoy déménagent en Arizona. Tim continue à interpréter des spectacles de cow-boy. Inga décède en 1973, et McCoy prend sa retraite quelques mois plus tard. Il publie une autobiographie en 1977 et décède l'année suivante à l'âge de 87 ans.
McCoy a été distingué pour sa carrière cinématographique par une étoile sur le Hollywood Walk of Fame. Parmi les autres distinctions, citons l'intronisation au Hall of Great Western Performers du National Cowboy & Western Heritage Museum et au Cowboy Hall of Fame. En 2010, McCoy a été intronisé au Hall of Fame du comté de Hot Springs, dans le Wyoming, où se trouvait son ranch.

## Filmographie

### Années 1920
- 1925 : La Ruée sauvage (The Thundering Herd), de William K. Howard : Burn Hudnall
- 1926 : War Paint de W. S. Van Dyke : Lt. Tim Marshall
- 1927 : Les Écumeurs du Sud (Winners of the Wilderness), de W. S. Van Dyke : Col. Sir Dennis O'Hara
- 1927 : California de W. S. Van Dyke : Capt. Archibald Gillespie
- 1927 : The Frontiersman (en) de  Reginald Barker : John Dale
- 1927 : Foreign Devils (en) de W. S. Van Dyke : Capt. Robert Kelly
- 1927 : Spoilers of the West (en) de  W. S. Van Dyke : Lt. Lang
- 1928 : La Mauvaise Route (The Law of the Range), de William Nigh : Jim Lockhart
- 1928 : Wyoming de W. S. Van Dyke : Lt. Jack Colton
- 1928 : Riders of the Dark de  Nick Grinde : Lt. Crane
- 1928 : The Adventurer (en) de Viktor Tourjansky : Jim McClellan
- 1928 : Beyond the Sierras (en) de  Nick Grinde : The Masked Stranger
- 1928 : The Bushranger de Chester Withey : Edward
- 1929 : Morgan's Last Raid (en) de  Nick Grinde : Capt. Daniel Clairbourne
- 1929 : The Overland Telegraph (en) de  John Waters : Capt. Allen
- 1929 : Sioux Blood (en) de  John Waters : Flood
- 1929 : The Desert Rider (en) de  Nick Grinde : Jed Tyler

### Années 1930

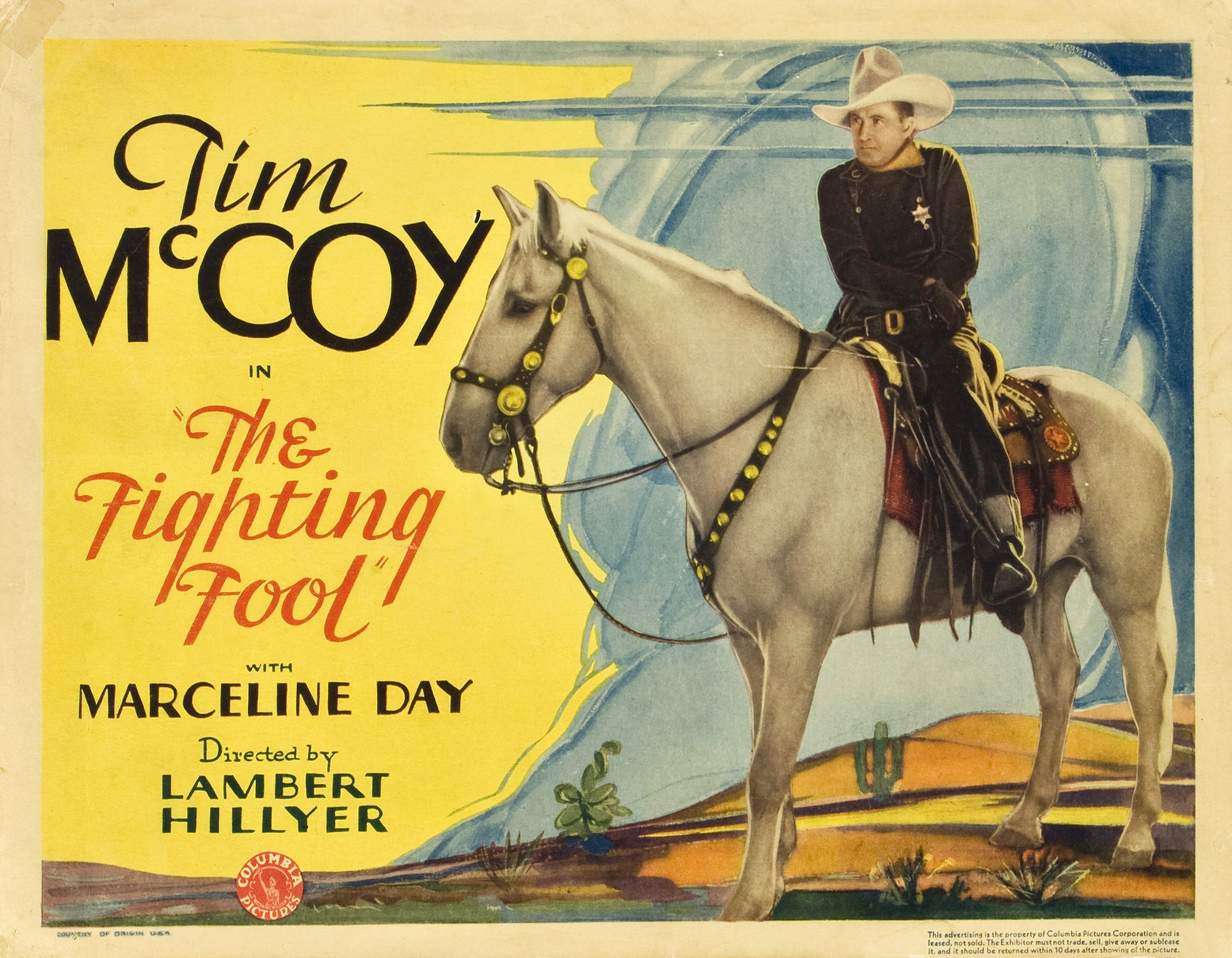
The Fighting Fool (1932).

- 1930 : The Indians Are Coming (en) de Henry MacRae : Jack Manning
- 1931 : Heroes of the Flames (en) de Robert F. Hill : Bob Darrow
- 1931 : The One Way Trail (en) de  Ray Taylor : Tim Allen
- 1931 : Shotgun Pass (en) de  J. P. McGowan : Tim Walker
- 1931 : The Fighting Marshal (en), de D. Ross Lederman : Tim Benton
- 1932 : The Fighting Fool (en) de Lambert Hillyer : Sheriff Tim Collins
- 1932 : Texas Cyclone, de D. Ross Lederman : 'Texas' Grant
- 1932 : The Riding Tornado (en) de  D. Ross Lederman : Tim Torrant
- 1932 : La Loi du coup de poing (Two Fisted Law), de D. Ross Lederman : Tim Clark
- 1932 : Daring Danger (en) de D. Ross Lederman : Tim Madigan
- 1932 : Cornered (en) de B. Reeves Eason : Sheriff Tim Laramie
- 1932 : Fighting for Justice (en)  d'Otto Brower : Tim Keene
- 1932 : The Western Code (en)de  John P. McCarthy : Tim Barrett
- 1932 : End of the Trail (en) de  D. Ross Lederman : Captain Tim Travers
- 1933 : Man of Action (en) d'Alan James : Tim Barlow
- 1933 : Silent Men (en) de D. Ross Lederman : Tim Richards
- 1933 :  Whirlwind (en) de D. Ross Lederman : Tim Reynolds
- 1933 : Rusty Rides Alone (en) de  D. Ross Lederman : Tim 'Rusty' Burke
- 1933 : Police Car 17 (en) de Lambert Hillyer : Tim Conlon
- 1933 : Hold the Press (en) de Phil Rosen : Tim Collins
- 1933 : Straightaway (en) d'Otto Brower : Tim Dawson
- 1934 : Speed Wings (en) d'Otto Brower : Tim
- 1934 : Voice in the Night (en) de  Charles C. Coleman : Tim Dale
- 1934 : Hell Bent for Love (en) de  D. Ross Lederman : Police CaptainTim Daley
- 1934 : A Man's Game (en) de D. Ross Lederman : Tim
- 1934 : Beyond the Law de James Cullen Bressack : Tim Weston
- 1934 : Prescott Kid (en) de  David Selman (en) : Tim Hamlin
- 1934 : The Westerner (en) de David Selman (en) : Tim Addison
- 1935 : Square Shooter (en) de  David Selman (en) : Tim Baxter
- 1935 : Law Beyond the Range (en) de  Ford Beebe : Tim McDonald
- 1935 : The Revenge Rider (en) de  David Selman (en) : Tim O'Neil
- 1935 : Fighting Shadows (en) de  David Selman (en) : Constable Tim O'Hara
- 1935 : Justice of the Range (en) : Tim Condon
- 1935 : The Outlaw Deputy (en) d'Otto Brower : Tim Mallory
- 1935 : Riding Wild (en) de David Selman (en) : Tim Malloy / Tex Ravelle
- 1935 : Man from Guntown (en) de Ford Beebe : Tim Hanlon
- 1935 : Bulldog Courage (en) : Slim Braddock / Tim Braddock
- 1936 : Roarin' Guns (en) de  Sam Newfield : Tim Corwin
- 1936 : Border Caballero (en) de Sam Newfield : Tim Ross
- 1936 : Lightnin' Bill Carson (en) de  Sam Newfield : U. S. Marshal 'Lightnin' Bill Carson
- 1936 : Aces and Eights (en) de Sam Newfield : 'Gentleman' Tim Madigan
- 1936 : The Lion's Den (en) de Sam Newfield : Tim Barton
- 1936 : Ghost Patrol (en) de  Sam Newfield : Tim Caverly
- 1936 : The Traitor (en) : Sgt. Tim Vallance - Texas Rangers
- 1938 : West of Rainbow's End (en)  d'Alan James : Tim Hart
- 1938 : Code of the Rangers (en) de  Sam Newfield : Tim Strong
- 1938 : Two Gun Justice (en)  d'Alan James : Tim
- 1938 : Phantom Ranger (en) de  Sam Newfield : Tim Hayes
- 1938 : Lightning Carson Rides Again (en) de  Sam Newfield : 'Lightning Bill' Carson, posing as Jose
- 1938 : Six-Gun Trail (en) de  Sam Newfield : Captain William 'Lightning Bill' Carson
- 1939 : Code of the Cactus (en) de  Sam Newfield : 'Lightning' Bill Carson posing as Miguel
- 1939 : Texas Wildcats (en) de  Sam Newfield : 'Lightning' Bill Carson
- 1939 : Outlaws' Paradise (en) de Sam Newfield : Captain William 'Lightning Bill' Carson  /  Trigger Mallory
- 1939 : Straight Shooter, de Sam Newfield : 'Lightning' Bill Carson  /  Sam Brown
- 1939 : The Fighting Renegade (en) de  Sam Newfield : Lightning Bill Carson aka El Puma
- 1939 : Trigger Fingers (en) de Sam Newfield : 'Lightning' Bill Carson

### Années 1940
- 1940 : Les Renégats du Texas (en) (Texas Renegades) de  Sam Newfield : Silent Tim Smith
- 1940 : Frontier Crusader (en)  de Sam Newfield : 'Trigger' Tim Rand
- 1940 : Gun Code (en)de Sam Newfield : Marshal Tim Hammond, alias Tim Hays
- 1940 : Arizona Gang Busters (en) : Trigger Tim Rand
- 1940 : Riders of Black Mountain (en) de  Sam Newfield : Marshal Tim Donovan
- 1941 : Outlaws of the Rio Grande (en) de  Sam Newfield : Marshal Tim Barton
- 1941 : The Texas Marshal (en) de  Sam Newfield : Marshal 'Trigger Tim' Rand
- 1941 : Arizona Bound (en) : Marshal Tim McCall, posing as 'Parson" McCall
- 1941 : The Gunman from Bodie (en) de  Spencer Gordon Bennet : Marshal McCall
- 1941 : Forbidden Trails (en) de  Robert N. Bradbury : Marshal Tim McCall, posing as Ace Porter
- 1942 : Below the Border (en) d'Howard Bretherton : Marshal Tim McCall
- 1942 : Ghost Town Law (en) d'Howard Bretherton : Marshal Tim McCall
- 1942 : Down Texas Way (en) d'Howard Bretherton : U. S. Marshal Tim McCall
- 1942 : Riders of the West (en) d'Howard Bretherton : Marshal Tim McCall
- 1942 : West of the Law (en) d'Howard Bretherton : Marshal Tim McCall

### Années 1950
- 1956 : Le Tour du monde en quatre-vingts jours (Around the World in Eighty Days), de Michael Anderson : Colonel, U.S. Cavalry
- 1957 : Le Jugement des flèches (Run of the Arrow), de Samuel Fuller : Gen. Allen
- 1965 : Le Glas du hors-la-loi (en) (Requiem for a Gunfighter) de Spencer Gordon Bennet : Judge Irving Short

## Adaptations
Le personnage joué par Tim McCoy a inspiré un comics publié par Charlton Comics de 1948 à 1949.Le comics Tim McCoy Western ne connaît que 6 numéros numérotés de 16 à 21.